# Halowe Mistrzostwa Świata w Lekkoatletyce 2014 – bieg na 1500 m kobiet
Bieg na 1500 metrów kobiet – jedna z konkurencji rozgrywanych podczas 15. Halowych Mistrzostw Świata w Sopocie.
Eliminacje i półfinał rozegrano w piątek 7 marca, a finał odbył się dzień później – 8 marca.
Tytułu mistrzowskiego z 2012 roku nie broniła Etiopka Genzebe Dibaba.

## Statystyka

### Rekordy
W poniższej tabeli przedstawiono (według stanu przed rozpoczęciem mistrzostw) rekordy świata, poszczególnych kontynentów oraz halowych mistrzostw świata.
| Halowy rekord świata              | Genzebe Dibaba     | 3:55,17 | Karlsruhe | 1 lutego 2014  |
| Rekord halowych mistrzostw świata | Gelete Burka       | 3:59,75 | Walencja  | 9 marca 2008   |
| Halowy rekord Afryki              | Genzebe Dibaba     | 3:55,17 | Karlsruhe | 1 lutego 2014  |
| Halowy rekord Ameryki Południowej | Letitia Vriesde    | 4:15,05 | Budapeszt | 12 lutego 1992 |
| Halowy rekord Ameryki Północnej   | Regina Jacobs      | 3:59,98 | Boston    | 1 lutego 2003  |
| Halowy rekord Australii i Oceanii | Sarah Jamieson     | 4:11,08 | Boston    | 7 lutego 2009  |
| Halowy rekord Azji                | Maryam Yusuf Jamal | 3:59,79 | Walencja  | 9 marca 2008   |
| Halowy rekord Europy              | Abeba Aregawi      | 3:57,91 | Sztokholm | 6 lutego 2014  |

### Listy światowe
Tabela przedstawia 10 najlepszych wyników uzyskanych w sezonie halowym 2014 przed rozpoczęciem mistrzostw.
| lp. | Zawodniczka          | Wynik   | Data        | Miejsce    |
| --- | -------------------- | ------- | ----------- | ---------- |
| 1.  | Genzebe Dibaba       | 3:55,17 | 1 lutego    | Karlsruhe  |
| 2.  | Abeba Aregawi        | 3:57,91 | 6 lutego    | Sztokholm  |
| 3.  | Laura Muir           | 4:05,32 | 15 lutego   | Birmingham |
| 4.  | Sifan Hassan         | 4:05,34 | 15 lutego   | Birmingham |
| 5.  | Kim Conley           | 4:05,70 | 25 stycznia | Nowy Jork  |
| 6.  | Jelena Korobkina     | 4:05,78 | 15 lutego   | Birmingham |
| 7.  | Hellen Onsando Obiri | 4:05,82 | 15 lutego   | Birmingham |
| 8.  | Mary Cain            | 4:06,63 | 24 stycznia | Boston     |
| 9.  | Luiza Gega           | 4:07,84 | 22 lutego   | Stambuł    |
| 10. | Gamze Bulut          | 4:07,94 | 22 lutego   | Stambuł    |

## Terminarz
| Data         | Godzina | Runda      |
| ------------ | ------- | ---------- |
| 7 marca 2014 | 19:35   | Eliminacje |
| 8 marca 2014 | 19:00   | Finał      |

## Rezultaty

### Eliminacje
Rozegrano cztery biegi eliminacyjne. Awans uzyskiwały dwie najlepsze zawodniczki z każdego biegu (Q), a także cztery biegaczki z najlepszymi czasami spośród tych, które zajęły gorsze miejsca (q).
| Pozycja | Bieg | Zawodniczka            | Reprezentacja     | Czas    | Uwagi |
| ------- | ---- | ---------------------- | ----------------- | ------- | ----- |
| 1.      | 2    | Abeba Aregawi          | Szwecja           | 4:08,74 | Q     |
| 2.      | 2    | Axumawit Embaye        | Etiopia           | 4:09,46 | Q     |
| 3.      | 2    | Nicole Sifuentes       | Kanada            | 4:09,49 | q, PB |
| 4.      | 2    | Siham Hilali           | Maroko            | 4:09,76 | q, SB |
| 5.      | 2    | Swietłana Karamaszewa  | Rosja             | 4:10,91 | q, SB |
| 6.      | 1    | Rababe Arafi           | Maroko            | 4:10,95 | Q     |
| 7.      | 1    | Heather Kampf          | Stany Zjednoczone | 4:11,27 | Q, PB |
| 8.      | 1    | Jelena Korobkina       | Rosja             | 4:11,43 |       |
| 9.      | 1    | Gudaf Tsegay           | Etiopia           | 4:11,83 |       |
| 10.     | 1    | Jemma Simpson          | Wielka Brytania   | 4:11,93 |       |
| 11.     | 3    | Treniere Moser         | Stany Zjednoczone | 4:12,63 | Q     |
| 12.     | 1    | Danuta Urbanik         | Polska            | 4:13,34 |       |
| 13.     | 3    | Luiza Gega             | Albania           | 4:13,78 | Q     |
| 14.     | 2    | Katarzyna Broniatowska | Polska            | 4:14,31 |       |
| 15.     | 2    | Claire Tarplee         | Irlandia          | 4:15,64 |       |
| 16.     | 3    | Mimi Belete            | Bahrajn           | 4:16,02 |       |
| 17.     | 3    | Isabel Macías          | Hiszpania         | 4:17,14 |       |
| 18.     | 3    | Maruša Mišmaš          | Słowenia          | 4:18,92 |       |
| 19.     | 1    | Eliane Saholinirina    | Madagaskar        | 4:19,64 | NR    |
| 20.     | 3    | Gamze Bulut            | Turcja            | 4:24,52 |       |

### Finał
| Pozycja | Zawodniczka           | Reprezentacja     | Czas    | Uwagi |
| ------- | --------------------- | ----------------- | ------- | ----- |
| 1.      | Abeba Aregawi         | Szwecja           | 4:00,61 |       |
| 2.      | Axumawit Embaye       | Etiopia           | 4:07,12 | PB    |
| 3.      | Nicole Sifuentes      | Kanada            | 4:07,61 | NR    |
| 4.      | Siham Hilali          | Maroko            | 4:07,62 | SB    |
| 5.      | Treniere Moser        | Stany Zjednoczone | 4:07,84 | PB    |
| 6.      | Luiza Gega            | Albania           | 4:08,24 |       |
| 7.      | Swietłana Karamaszewa | Rosja             | 4:13,89 |       |
| 8 !     | Heather Kampf         | Stany Zjednoczone | DSQ     |       |
| 9 !     | Rababe Arafi          | Maroko            | DSQ     |       |